# Sarah Martha Baker
Pour les articles homonymes, voir Baker.
Sarah Martha Baker est une botaniste et une écologue britannique, née le 4 juin 1887 et morte le 29 mai 1917.

## Biographie
Elle est la fille de George et Martha Baker, une famille de quakers. Elle entre au Slade College en 1905 avant d’entrer à l’University College de Londres l’année suivante. Elle obtient son Bachelor of Sciences en 1909 avec une mention de première classe en chimie et en botanique. En 1912, elle est élue boursière Quain en botanique et devient docteur l’année suivante. En 1914, elle devient membre de la Société linnéenne de Londres et, en 1916, entre au conseil de la British Ecological Society.
Baker se consacre d’abord à l’étude de la chimie végétale notamment aux dérivés du camphre. En parallèle, elle étudie l’effet du formaldéhyde sur les plantes. Elle publie les premiers résultats de ses dernières recherches dans sa thèse de doctorat. Elle s’intéresse également à l’évolution morphologique des algues brunes comme sur la parthénogenèse des oosphères. Au moment de sa mort, elle s’intéresse à des aspects appliqués de la botanique comme le rôle des enzymes dans le traitement des maladies fongiques ou sur les colorants végétaux.
Originaire de Mersea Island, elle s’intéresse à la zonation des algues et à leur écologie ; elle décrit plusieurs nouvelles variétés d’algues.

## Source
- [Sans auteur] (1917). In Memoriam: Sarah Martha Baker, Journal of Ecology, 5 (3/4) : 222-223.  (ISSN 0022-0477)